# 계도항
계도항(鷄島港)은 경상남도 거제시 사등면 창호리, 가조도에 있는 어항이다. 2003년 2월 3일 어촌정주어항으로 지정하여 관리하고 있다. 시설관리자는 거제시장이다.

## 어항 연혁
- 가조도의 서북쪽에 위치하고 앞받에 닭모양의 닭섬이 있으니 본래 닭섬개 또는 닭섬몰이라 하여 계도(鷄島)마을로 하였다.

## 어항 구역
- 수역: 미지정(거제시 사등면 창호리 1070-19번지 수역)
- 육역: 미지정

## 어항 시설
- 물양장, 방파제, 선착장

## 주요 어종
- 미더덕, 홍합, 도다리, 노래미, 멸치